# Geina didactyla
Geina didactyla là một loài bướm đêm thuộc họ Pterophoroidea. Nó được tìm thấy ở hầu hết châu Âu, phía đông into Nga.
Sải cánh dài 17–23 mm.
Ấu trùng ăn các loài Geum rivale, Ononis và Potentilla.

## Hình ảnh

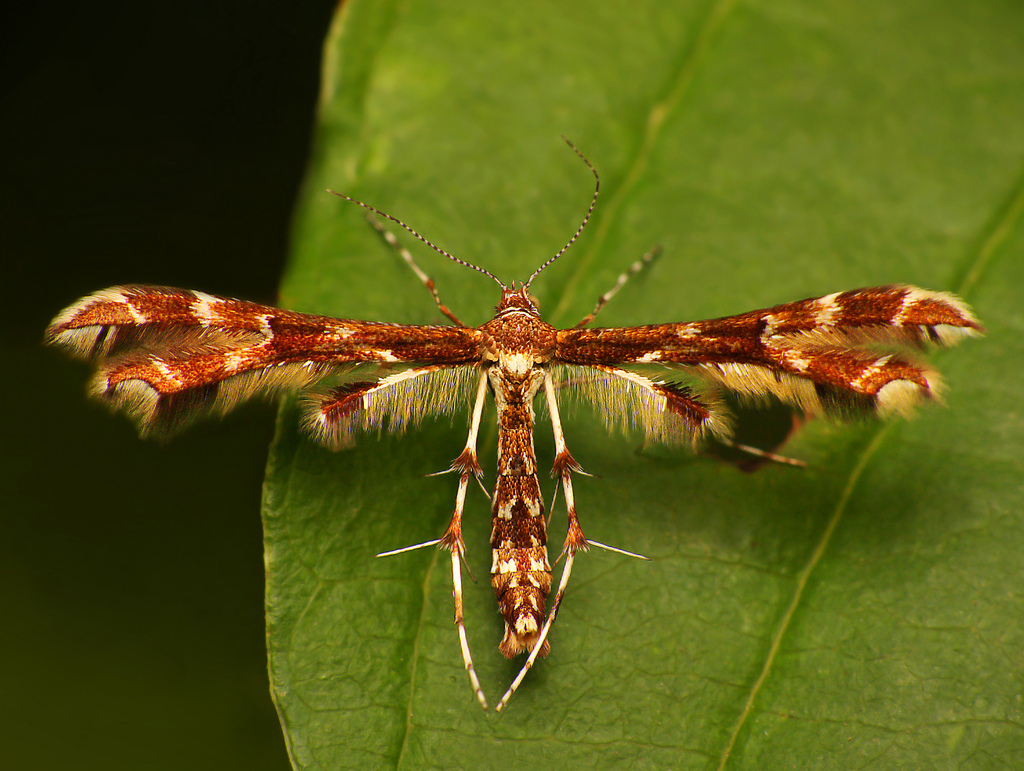